# Nicolás Rodríguez (calciatore 1991)
Nicolás Alejandro Rodríguez Charquero (Montevideo, 22 luglio 1991) è un calciatore uruguaiano, difensore del Nacional.

## Caratteristiche tecniche
È un terzino destro.

## Carriera

### Club
Cresciuto nelle giovanili del Montevideo Wanderers, ha esordito il 14 agosto 2011 in occasione del match perso 1-0 contro il Danubio.

### Nazionale
Con la nazionale Under-20 uruguaiana ha disputato il campionato sudamericano 2011.

## Palmarès

### Club

#### Competizioni nazionali
- Copa Uruguay: 1

Defensor: 2023
- Supercopa Uruguaya: 1

Nacional: 2025